# 毛羅·阿蘭巴里
毛羅·维尔内·阿蘭巴里·罗萨（西班牙語：Mauro Wilney Arambarri Rosa；1995年9月30日—），是一名烏拉圭的職業足球運動員，現效力西甲球會赫塔費。

## 外部連結
- 毛羅·阿蘭巴里在BDFutbol中的档案
- Soccerway資料庫：毛羅·阿蘭巴里